# Eumorphiopais quadriplaga
Eumorphiopais quadriplaga är en fjärilsart som beskrevs av Erich Martin Hering 1922. Eumorphiopais quadriplaga ingår i släktet Eumorphiopais och familjen bastardsvärmare. Inga underarter finns listade i Catalogue of Life.